# Rabini Piotrkowa Trybunalskiego
Rabini Piotrkowa Trybunalskiego – lista rabinów miasta Piotrkowa Trybunalskiego (przed nazwiskiem – daty piastowania funkcji rabina, za nazwiskiem – daty życia).

## Rabini (znani z kart historii miasta Piotrkowa)
- 1725-1732: Majer Gec (Meir Getz) (1685-1732);
- 1732-1738: Elikim Gec (Getz) (1705-1738), syn poprzedniego;
- 1741-1752: Jankiel z Żarek;
- 1788?-1811: Chanania Lipe Majzels (Meisels) z Opatowa (1731-1811)
- 1812-1819: Abram Hersz Pacanowski vel Piotrkowski (1780-1819);
- 1820-1827: Dawid Izaak Buchner (zm. 1827);
- 1828-1830: Berysz (Dow) Edelstein;
- 1830-1836: Izaak Kaczka;
- 1836-1845: Lejbuś (Arie Jehuda) Majzels (Meisels) z Zamościa;
- 1857-1867: Eliezer Szulim Morgenstern;
- 1868-1883: Boruch Hersz (Baruch Cwi) Rozenblum (1818-1883);
- 1884-1889: Chaim Eliezer Waks (1820-1889);
- 1890-1911: Symche Jair (Simcha Joir) Rozenfeld z Opoczna (1831-1911);
- 1913-1922: Menachem Mendel Temkin z Warszawy (1861-1922);
- 1924-1934: Jehuda Meir Szapiro (1887-1934);
- 1934-1942?: Mosze Chaim Lau (1892-1942?).

Lista urzędujących rabinów piotrkowskich nie jest pełna – w XVIII i XIX wieku funkcję rabina pełnili także: Jakub Karo, Dawid Izaak Bromberg, Nusyn Nuta (Natan) Piotrowski vel Piotrkower. 